# 永慶 (通判)
永慶（？年—？年），鑲紅旗包衣漢軍烏林大佐領下人，清朝地方官。
由監生考取繙繹筆帖式，工部行走，補授刑部八品筆帖式，銓補刑部司獄，乾隆十八年外任順慶府通判，移駐大溪口，乾隆二十九年署四川順慶府岳池縣知縣。